# Isack Hadjar
Isack Alexandre Hadjar (pronunciación en árabe: /إسحاق حجار/; pronunciación en francés: /i.zak a.d͡ʒaʁ/; París, Francia; 28 de septiembre de 2004) es un piloto de automovilismo francés de origen argelino. Fue miembro del Equipo Júnior de Red Bull entre 2022 y 2024, así como piloto reserva de la escudería Red Bull de Fórmula 1 en 2024. En 2025 dio el salto como piloto oficial de Racing Bulls en Fórmula 1.
Fue tercero del Campeonato Francés de F4 en 2020 y de la Fórmula Regional Asiática en 2022, así como novato del año en la serie Europea. En 2022 fue cuarto en el Campeonato de Fórmula 3 de la FIA con Hitech GP, equipo con el que disputó el Campeonato de Fórmula 2 de la FIA en 2023, donde resultó subcampeón con Campos Racing en 2024.

## Carrera deportiva

### Inicios
Hadjar nació en París y comenzó a andar en karting en 2015. En los primeros dos años compitió en campeonatos nacionales, y en su último año de karting, Hadjar corrió en el Campeonato Europeo OK Junior CIK-FIA, superando a Jak Crawford.
En 2019, Hadjar hizo su debut en un monoplaza en el Campeonato Francés de F4. Logró una victoria en la carrera de Spa y terminó séptimo en la clasificación. Luego, el francés corrió en dos fines de semana del Campeonato de EAU de Fórmula 4 durante el invierno de 2020 con 3Y Technology, donde anotó 56 puntos, lo que lo llevó al undécimo lugar en el campeonato. Hadjar luego condujo una vez más en el Campeonato Francés de F4. Le fue mucho mejor que el año anterior, ganando tres carreras. Después de ocho podios más y dos poles, Hadjar terminó tercero en la clasificación de pilotos.

### Fórmula Regional
El francés hizo su debut a nivel de Fórmula Regional en 2021, compitiendo en las tres primeras rondas del Campeonato Asiático de F3 con el GP de Evans. Impresionó desde el principio, anotando una miríada de podios, que incluyeron tres podios en la segunda ronda en Yas Marina. A pesar de no participar en las últimas rondas de la campaña, Hadjar logró terminar sexto en la clasificación, el mejor de todos los participantes a tiempo parcial.

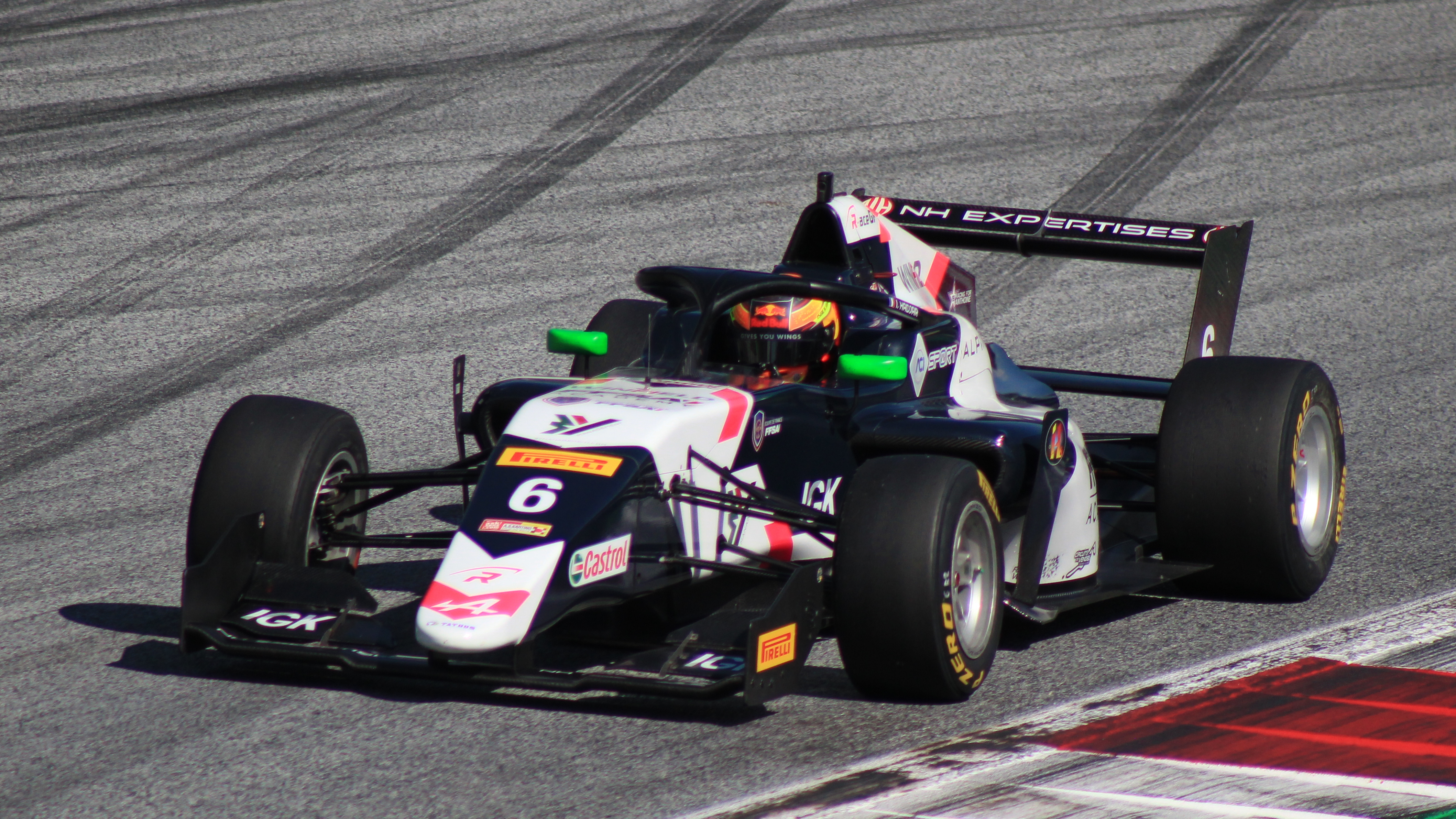
Isack Hadjar en Spielberg, 2021.

La principal campaña de Hadjar estaría en el Campeonato de Fórmula Regional Europea, donde se asoció con Zane Maloney, Léna Bühler y su compatriota Hadrien David en R-ace GP. El francés anotó sus primeros puntos, junto con su primera victoria como novato, en la primera ronda en Imola. Luego procedió a anotar su primer podio en el siguiente evento, celebrado en Barcelona, y logró su primera victoria en la Fórmula Regional en la primera carrera en las calles de Mónaco. Ese mismo fin de semana, Hadjar terminó segundo en la carrera dos, solo detrás de su compañero de equipo Maloney, y se acercó al liderato del campeonato en manos de Grégoire Saucy. Sin embargo, Hadjar no podría lograr un podio hasta la ronda final de la temporada, a pesar de acumular varios resultados entre los seis primeros. Después de una ronda decepcionante en Mugello donde no sumó ningún punto, el francés se recuperó con un doble podio en esa ronda final en Monza, logrando una victoria en la segunda carrera después de que la pareja líder chocara. Hadjar terminó quinto en la clasificación, a solo cuatro puntos de su compañero de equipo Maloney, y ganó los honores al mejor novato de la temporada.
A principios de 2022, Hadjar compitió en el Campeonato de Fórmula Regional Asiática con Hitech. Fue tercero en el campeonato.

### Campeonato de Fórmula 3 de la FIA
En noviembre de 2021, Hadjar condujo para Hitech Grand Prix en la prueba de postemporada de Fórmula 3 de la FIA. Finalmente sería anunciado para conducir para el equipo en la temporada 2022 en enero.
Hadjar debutó con victoria, en la carrera sprint en Sakhir, heredando el triunfo tras una penalización a Oliver Bearman. Logró un inicio de temporada consistente, con podios en las cinco primeras rondas, incluyendo otras dos victorias en la carrera corta de Silverstone y en la carrera larga de Spielberg. Luego de una segunda mitad de año menos exitosa, finalizó cuarto en el campeonato.

### Campeonato de Fórmula 2 de la FIA
Siguiente en Hitech, Hadjar ascendió a la Fórmula 2 en 2023. Logró su primer podio en la carrera corta de Spielberg, pero fue el único en la temporada.
El francés sufrió algunos problemas mecánicos, como en Montecarlo cuando lideraba la carrera corta. También cometió errores, como cuando chocó el muro de boxes tras una parada en Spa. Finalizó su temporada debut en F2 en el puesto 14 del campeonato con 55 puntos, justo detrás de su compañero Jak Crawford.
Para 2024, Hadjar se unió a Campos Racing, donde compartió equipo con Pepe Martí. En el inicio de la temporada, debió retirarse de las dos primeras carreras principales. En Sakhir, fue culpa de una colisión por parte de Gabriel Bortoleto en la primera curva, cuando largaba en primera fila. Mientras que en Yeda sufrió una falla mecánica mientras se ubicaba en puntos.

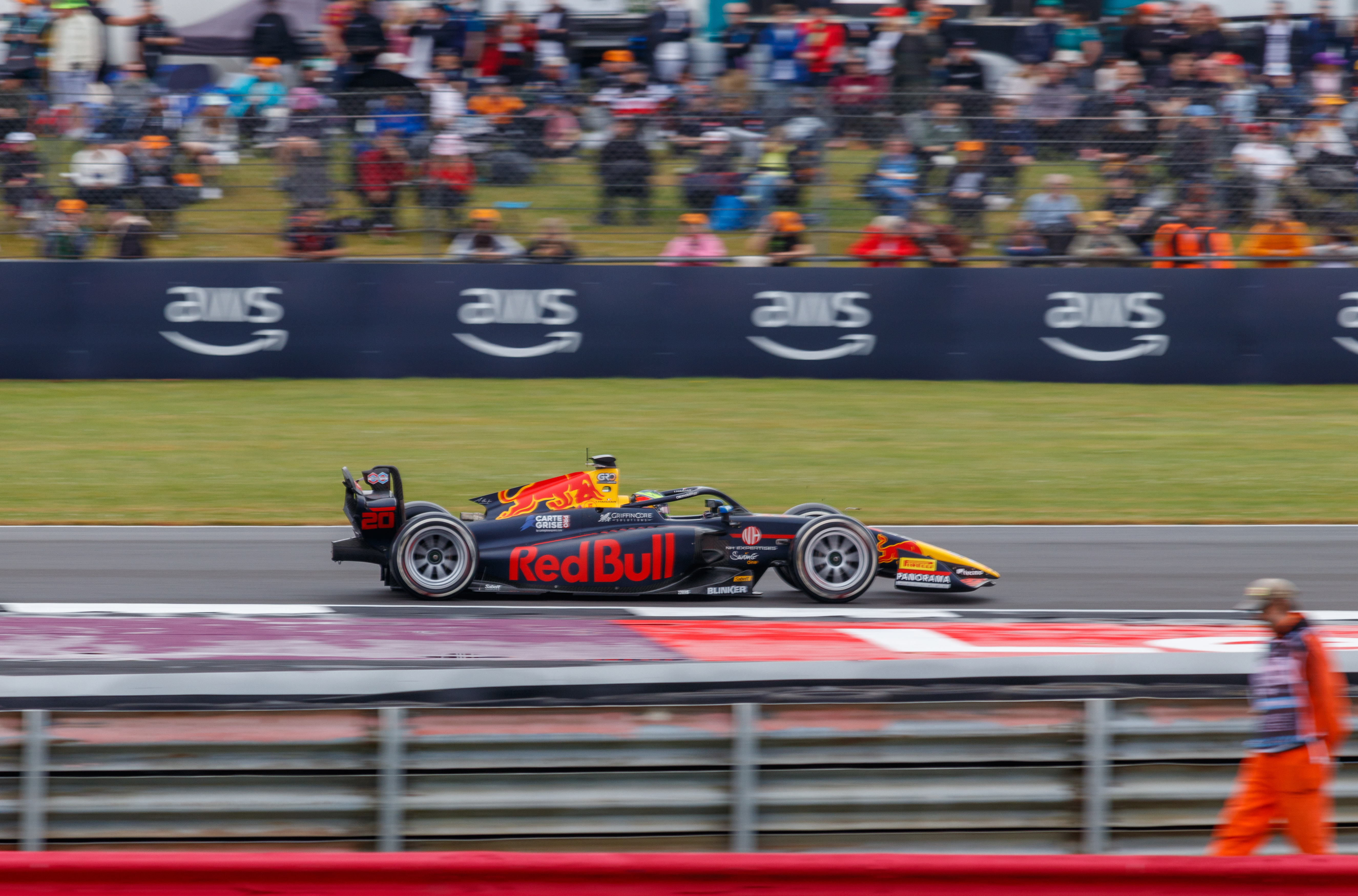
Isack Hadjar en Silverstone, 2024.

En Melbourne, el francés clasificó octavo. Ganó la carrera corta en la pista, pero fue penalizado por un accidente. Al día siguiente, ganó la carrera principal gracias a una buena estrategia y a sus adelantamientos en pista, logrando su primer triunfo en F2. Esto fue seguido por otras dos rondas con resultados destacados, que lo colocaron segundo en el campeonato. Ganó la carrera principal de Imola y fue segundo en la de Mónaco.
Volvió al podio dos rondas más tarde en Spielberg, y ganó nuevamente la carrera principal en Silverstone, obteniendo el liderato temporal del campeonato. Tras una nueva victoria en Spa, Hadjar no sumó puntos en ninguna de las cuatro carreras siguientes, lo que fue aprovechado por Gabriel Bortoleto, quien se puso líder. Más tarde, gracias a dos buenos resultados en Lusail, el francés se colocó a 0.5 puntos de Bortoleto.
El campeonato se decidió en la última ronda en Abu Dabi. No obstante, un error al inicio de la carrera final lo dejó sin puntos, permitiendo que Bortoleto se quedara con el título. Hadjar terminó segundo en el campeonato.

### Fórmula 1

#### Piloto de pruebas
En el Gran Premio de la Ciudad de México de 2023 tuvo su primera experiencia en un monoplaza de Fórmula 1, manejando el AlphaTauri AT04 en la primera sesión de entrenamientos libres. Luego probó el Red Bull RB19 en los libres de Abu Dabi.
En 2024 disputó los entrenamientos libres de Gran Bretaña y Abu Dabi al mando RB20. La semana posterior a este último, estuvo presente en la postemporada, estableciendo el decimoquinto mejor tiempo de la sesión en general.

#### Racing Bulls (2025)

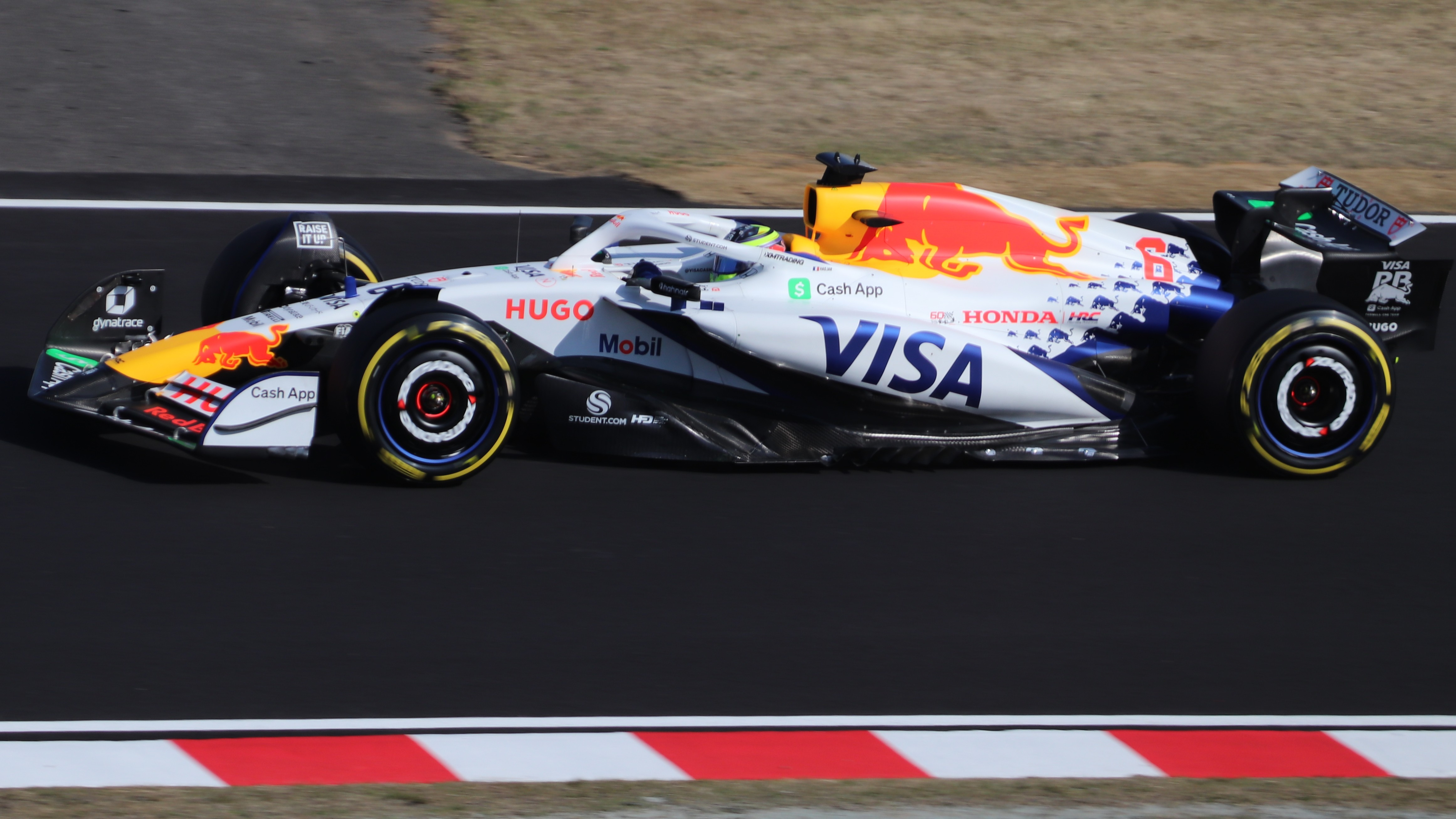
Hadjar en el Gran Premio de Japón de 2025.

El 20 de diciembre de 2024, Isack Hadjar firmó contrato con Racing Bulls para disputar la temporada 2025 en reemplazo de Liam Lawson, quien fue ascendido a Red Bull Racing. En su primera disputa como piloto de F1, en el GP de Australia, trompeó tras la curva dos durante la vuelta de formación y su alerón trasero quedó destrozado. La salida se abortó y Hadjar tuvo que abandonar en su debut.
Después de Australia, Hadjar ha tenido actuaciones importantes como el sexto puesto en el Gran Premio de Mónaco, gracias a una clasificación donde el francés partió quinto y una buena estrategia junto a su compañero de equipo, una persecución por el octavo y noveno puesto en Arabia Saudita contra los Williams, dónde termino décimo. Un noveno puesto en Emilia-Romaña tras una excelente estrategia de paradas que permitieron adelantar a pilotos como Carlos Sainz Jr., Fernando Alonso, y Yuki Tsunoda, su excompañero previo al Gran Premio de Japón, dónde en este mismo Gran Premio, terminó octavo, delante de Tsunoda.

## Resumen de carrera
| Temporada | Categoría                               | Equipo                                      | Carreras          | Victorias         | Poles             | VR                | Podios            | Puntos            | Pos.              |
| --------- | --------------------------------------- | ------------------------------------------- | ----------------- | ----------------- | ----------------- | ----------------- | ----------------- | ----------------- | ----------------- |
| 2019      | Campeonato Francés de F4                | FFSA Academy                                | 20                | 1                 | 0                 | 1                 | 2                 | 118               | 7.º               |
| 2020      | Campeonato de EAU de Fórmula 4          | 3Y Technology                               | 8                 | 0                 | 0                 | 0                 | 0                 | 56                | 11.º              |
| 2020      | Campeonato Francés de F4                | FFSA Academy                                | 21                | 3                 | 2                 | 6                 | 11                | 233               | 3.º               |
| 2021      | Campeonato Asiático de F3               | Evans GP                                    | 9                 | 0                 | 0                 | 1                 | 5                 | 95                | 6.º               |
| 2021      | Campeonato de Fórmula Regional Europea  | R-ace GP                                    | 20                | 2                 | 1                 | 3                 | 5                 | 166               | 5.º               |
| 2022      | Campeonato de Fórmula Regional Asiática | Hitech Grand Prix                           | 15                | 2                 | 1                 | 2                 | 5                 | 134               | 3.º               |
| 2022      | Campeonato de Fórmula 3 de la FIA       | Hitech Grand Prix                           | 18                | 3                 | 1                 | 2                 | 5                 | 123               | 4.º               |
| 2023      | Campeonato de Fórmula 2 de la FIA       | Hitech Pulse-Eight                          | 26                | 1                 | 0                 | 1                 | 2                 | 55                | 14.º              |
| 2023      | Fórmula 1                               | Scuderia AlphaTauri                         | Piloto de pruebas | Piloto de pruebas | Piloto de pruebas | Piloto de pruebas | Piloto de pruebas | Piloto de pruebas | Piloto de pruebas |
| 2023      | Fórmula 1                               | Oracle Red Bull Racing                      | Piloto de pruebas | Piloto de pruebas | Piloto de pruebas | Piloto de pruebas | Piloto de pruebas | Piloto de pruebas | Piloto de pruebas |
| 2023      | Gran Premio de Macao                    | Hitech Pulse-Eight                          | 1                 | 0                 | 0                 | 0                 | 0                 | N/A               | 7.º               |
| 2024      | Campeonato de Fórmula 2 de la FIA       | Campos Racing                               | 28                | 4                 | 1                 | 2                 | 8                 | 192               | 2.º               |
| 2024      | Fórmula 1                               | Oracle Red Bull Racing                      | Piloto de pruebas | Piloto de pruebas | Piloto de pruebas | Piloto de pruebas | Piloto de pruebas | Piloto de pruebas | Piloto de pruebas |
| 2025      | Fórmula 1                               | Visa Cash App Racing Bulls Formula One Team | Disputándose      | Disputándose      | Disputándose      | Disputándose      | Disputándose      | Disputándose      | Disputándose      |
| Fuente:   |                                         |                                             |                   |                   |                   |                   |                   |                   |                   |

## Resultados

### Campeonato de Fórmula 3 de la FIA
(Clave) (negrita indica pole position) (cursiva indica vuelta rápida puntuable)

| Año  | Escudería         | 1   | 1   | 2   | 2   | 3   | 3   | 4   | 4   | 5   | 5   | 6   | 6   | 7   | 7   | 8   | 8   | 9   | 9   | Pos. | Puntos | Ref.   |
| ---- | ----------------- | --- | --- | --- | --- | --- | --- | --- | --- | --- | --- | --- | --- | --- | --- | --- | --- | --- | --- | ---- | ------ | ------ |
| 2022 | Hitech Grand Prix | SAK | SAK | IMO | IMO | BAR | BAR | SIL | SIL | SPI | SPI | BUD | BUD | SPA | SPA | ZAN | ZAN | MNZ | MNZ | 4.º  | 123    | [ 12 ] |
| 2022 | Hitech Grand Prix | 1   | 25  | 5   | 3   | 10  | 3   | 1   | 5   | 10  | 1   | 4   | 18  | 9   | 14  | 6   | 5   | 27  | 9   | 4.º  | 123    | [ 12 ] |

### Campeonato de Fórmula 2 de la FIA
(Clave) (negrita indica pole position) (cursiva indica vuelta rápida puntuable)

| Año  | Escudería          | 1   | 1   | 2   | 2   | 3   | 3   | 4   | 4   | 5   | 5   | 6   | 6   | 7   | 7   | 8   | 8   | 9   | 9   | 10  | 10  | 11  | 11  | 12  | 12  | 13  | 13  | 14  | 14  | Pos. | Puntos | Ref.   |
| ---- | ------------------ | --- | --- | --- | --- | --- | --- | --- | --- | --- | --- | --- | --- | --- | --- | --- | --- | --- | --- | --- | --- | --- | --- | --- | --- | --- | --- | --- | --- | ---- | ------ | ------ |
| 2023 | Hitech Pulse-Eight | SAK | SAK | YED | YED | MEL | MEL | BAK | BAK | MON | MON | BAR | BAR | SPI | SPI | SIL | SIL | BUD | BUD | SPA | SPA | ZAN | ZAN | MNZ | MNZ | YMC | YMC |     |     | 14.º | 55     | [ 14 ] |
| 2023 | Hitech Pulse-Eight | 20  | 7   | 12  | 9   | 6   | 15  | 11  | 7   | Ret | 12  | 12  | 20  | 3   | 12  | 5   | 15  | 8   | 5   | 11  | Ret | 1   | 6   | 11  | 11  | 5   | 8   |     |     | 14.º | 55     | [ 14 ] |
| 2024 | Campos Racing      | SAK | SAK | YED | YED | MEL | MEL | IMO | IMO | MON | MON | BAR | BAR | SPI | SPI | SIL | SIL | BUD | BUD | SPA | SPA | MNZ | MNZ | BAK | BAK | LUS | LUS | YMC | YMC | 2.º  | 192    | [ 24 ] |
| 2024 | Campos Racing      | 4   | Ret | 15† | Ret | 6   | 1   | Ret | 1   | 8   | 2   | 6   | 5   | 13  | 3   | Ret | 1   | 3   | 18  | 9   | 1   | 10  | 11  | 12  | 14  | 4   | 2   | 5   | 19  | 2.º  | 192    | [ 24 ] |

### Fórmula 1
(Clave) (negrita indica pole position) (cursiva indica vuelta rápida)

| Año     | Escudería                                   | 1       | 2      | 3     | 4      | 5      | 6      | 7     | 8     | 9     | 10     | 11     | 12      | 13      | 14     | 15  | 16  | 17  | 18  | 19     | 20  | 21  | 22     | 23  | 24     | Pos. | Puntos |
| ------- | ------------------------------------------- | ------- | ------ | ----- | ------ | ------ | ------ | ----- | ----- | ----- | ------ | ------ | ------- | ------- | ------ | --- | --- | --- | --- | ------ | --- | --- | ------ | --- | ------ | ---- | ------ |
| 2023    | Scuderia AlphaTauri                         | BHR     | ARA    | AUS   | AZE    | MIA    | MON    | ESP   | CAN   | AUT   | GBR    | HUN    | BEL     | NED     | ITA    | SIN | JPN | QAT | USA | MEX TD | SÃO | LVG |        |     |        |      |        |
| 2023    | Oracle Red Bull Racing                      |         |        |       |        |        |        |       |       |       |        |        |         |         |        |     |     |     |     |        |     |     | ABU TD |     |        |      |        |
| 2024    | Oracle Red Bull Racing                      | BHR     | ARA    | AUS   | JPN    | CHN    | MIA    | EMI   | MON   | CAN   | ESP    | AUT    | GBR TD  | HUN     | BEL    | NED | ITA | AZE | SIN | USA    | MEX | SÃO | LVG    | QAT | ABU TD |      |        |
| 2025*   | Visa Cash App Racing Bulls Formula One Team | AUS DNS | CHN 11 | JPN 8 | BHR 13 | ARA 10 | MIA 11 | EMI 9 | MON 6 | ESP 7 | CAN 16 | AUT 12 | GBR Ret | BEL 208 | HUN 11 | NED | ITA | AZE | SIN | USA    | MEX | SÃO | LVG    | QAT | ABU    | 13.º | 22     |
| Fuente: |                                             |         |        |       |        |        |        |       |       |       |        |        |         |         |        |     |     |     |     |        |     |     |        |     |        |      |        |

- * Temporada en progreso.